# Caridina thermophila
Caridina thermophila is een garnalensoort uit de familie van de Atyidae. De wetenschappelijke naam van de soort is voor het eerst geldig gepubliceerd in 1953 door Riek.